# Down and Out Blues
Down and Out Blues — збірка пісень американського блюзового музиканта Сонні Бой Вільямсона, випущена у 1959 році лейблом Checker. Збірка стала дебютним LP Вільямсона. У 2007 році альбом був включений до Зали слави блюзу.

## Опис
Down and Out Blues став дебютним LP для Сонні Бой Вільямсона II. Дочірній лейбл Chess Records, Checker, випустив цю збірку синглів 1955—58 у 1959 році (за іншими даними у 1960 році). Майстер гри на губній гармоніці Вільямсон (Алекс «Райс» Міллер, 1912—1965) записав свої найсильніші і найбільш поетичні пісні на цих чиказьких сесіях під акомпанемент таких відомих музикантів, як Мадді Вотерс, Роберт Локвуд-молодший, Джиммі Роджерс, Віллі Діксон, Отіс Спенн, Лютер Такер і Фред Білоу. Попри те, що Вільямсон був відомим франтом, Chess вирішили проілюструвати блюзову тематику на обкладинці альбому з фотографією безіменного безпритульного. Відомий чиказький автор Стадс Теркел написав текст до платівки. У 1980 році Вільямсон був включений до Зали слави блюзу, у перший рік створення нагороди.
Альбом включає такі пісні, як «Don't Start Me to Talkin'», «All My Love in Vain», «Wake Up Baby», «99», «Cross My Heart», «Let Me Explain» і «The Key (To Your Door)».

## Визнання
У 2007 році альбом Down and Out Blues Сонні Бой Вільямсона (Checker, 1959) був включений до Зали слави блюзу в категорії «Класичний блюзовий запис — альбом».

## Список композицій
1. «Don't Start Me to Talkin'» (Сонні Бой Вільямсон) — 2:30
2. «I Don't Know» (Сонні Бой Вільямсон) — 2:20
3. «All My Love In Vain» (Сонні Бой Вільямсон) — 2:45
4. «The Key (To Your Door)» (Сонні Бой Вільямсон) — 3:10
5. «Keep It to Yourself» (Сонні Бой Вільямсон) — 2:45
6. «Dissatisfied» (Сонні Бой Вільямсон) — 2:40
7. «Fattening Frogs for Snakes» (Сонні Бой Вільямсон) — 2:16
8. «Wake Up Baby» (Сонні Бой Вільямсон) — 2:26
9. «Your Funeral and My Trial» (Сонні Бой Вільямсон) — 2:26
10. «99» (Сонні Бой Вільямсон) — 2:35
11. «Cross My Heart» (Сонні Бой Вільямсон) — 2:39
12. «Let Me Explain» (Сонні Бой Вільямсон) — 2:50

## Учасники запису
- Сонні Бой Вільямсон — вокал, губна гармоніка

Технічний персонал
- Піт Феллеман — укладач
- Дон С. Бронстейн — дизайн
- Стадс Теркел — текст